# カザン
カザン（露: Каза́нь、カザーニ、タタール語: Казан）は、ロシア連邦・タタールスタン共和国の首都。人口は約130万人（2021年）。モスクワから東へ800km、ヴォルガ川（クイビシェフ湖）とカザンカ川の合流点に臨む商工業都市で、水上・陸上交通の要衝。タタール文化の中心であり、カザン・クレムリンをはじめとする多くの文化遺産やカザン大学などの教育機関が集積している。イスラム教とキリスト教が混在しており、多文化、多宗教な都市である。

## 名称
カザンという地名の由来は定かでない。タタール語でカザン（qazan）とは、文字どおりには「ボイラー」「大鍋」という意味である。
タタール語で溝を掘るという意味の「qazğan」から転じた可能性もある。また「qazan」とはもともと中華鍋のように大きく、より重くより頑丈な、ある種の大鍋を指す言葉だった。カザンの町はU字型の低地の底に位置するため、こうした地形との共通点から大鍋に由来する地名が付いたとも考えられている。
よりロマンチックな地名説話もある。タタールの王女であったスュユンビケ（Söyembikä）は、金でできた大皿（カザン）を洗っていたときに川に落とし、その地に現在のカザンが建っているという。
さらに、チュヴァシ人の伝説にはブルガール人の王子であるフサン（Khusan, Хусан, ハサンというムスリムの人名のチュヴァシ語読み）が登場しており、フサン王子の名にちなんでチュヴァシ人はカザンのことをフサン（Хусан）と呼ぶとされる。

## 歴史

### カザンの歴史の概要

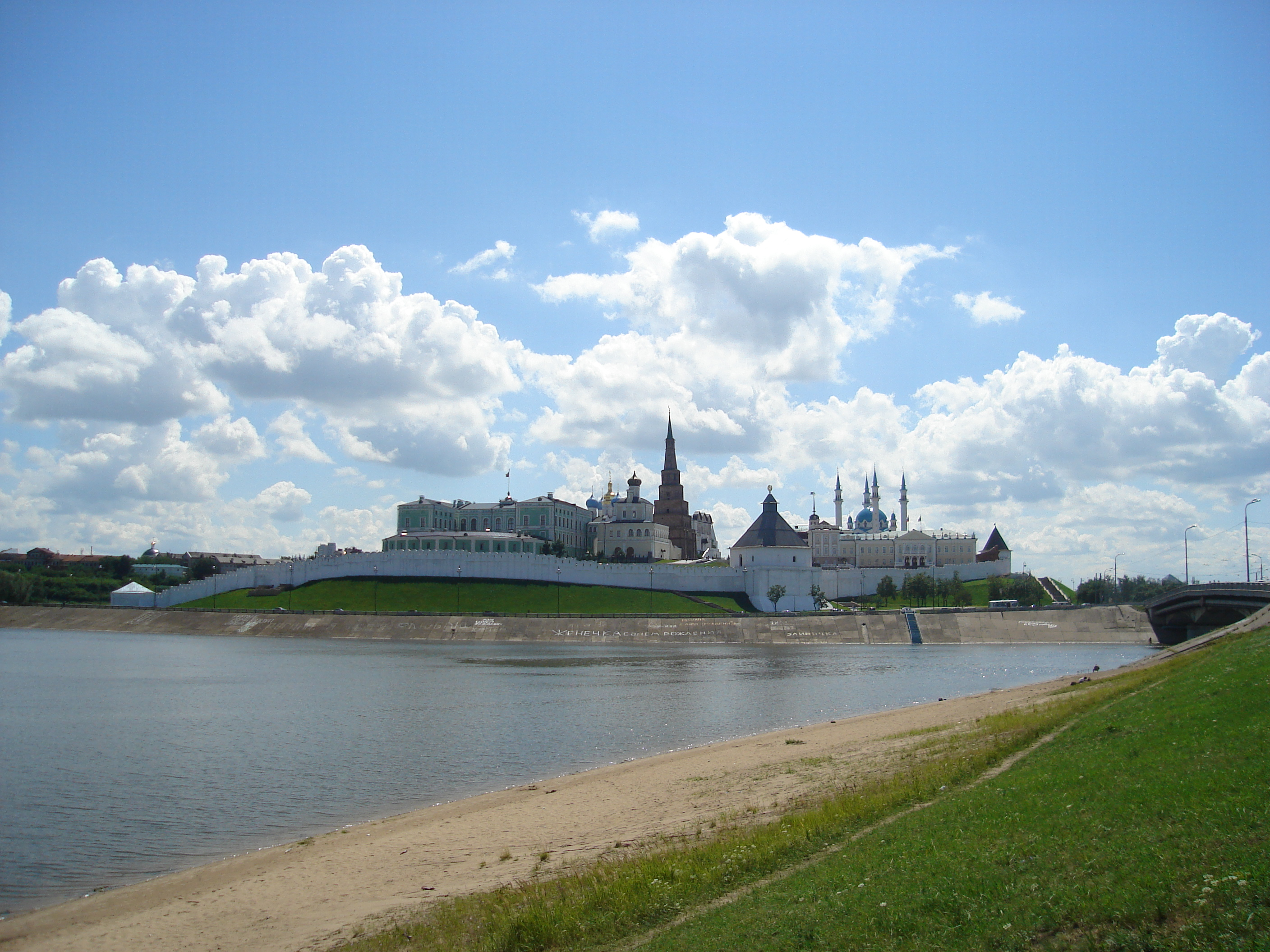
カザン・クレムリン

11世紀初頭にヴォルガ・ブルガールによって建設された。15世紀にはカザン・ハン国の首都として栄えたが、1552年カザンはイヴァン4世（イヴァン雷帝）に占領される。破壊されたカザン・ハン国の城砦のあとにはカザン・クレムリンが建設された。1708年にカザン・ハン国が廃止され、カザンはロシア帝国の地方都市、カザン県の県都となった。1774年、プガチョフの乱で破壊された。
20世紀になり、カザンはタタール文化の中心都市として復興した。ロシア革命後の1920年タタール自治共和国の首都となる。第二次世界大戦中は疎開により各種の工場が移転してきており、工業が発展している。1930年代から1970年代にかけて都市改造が行われた。2005年には建都1000年を記念して様々な祭典が催され、地下鉄が開業した。

### 町の始まり

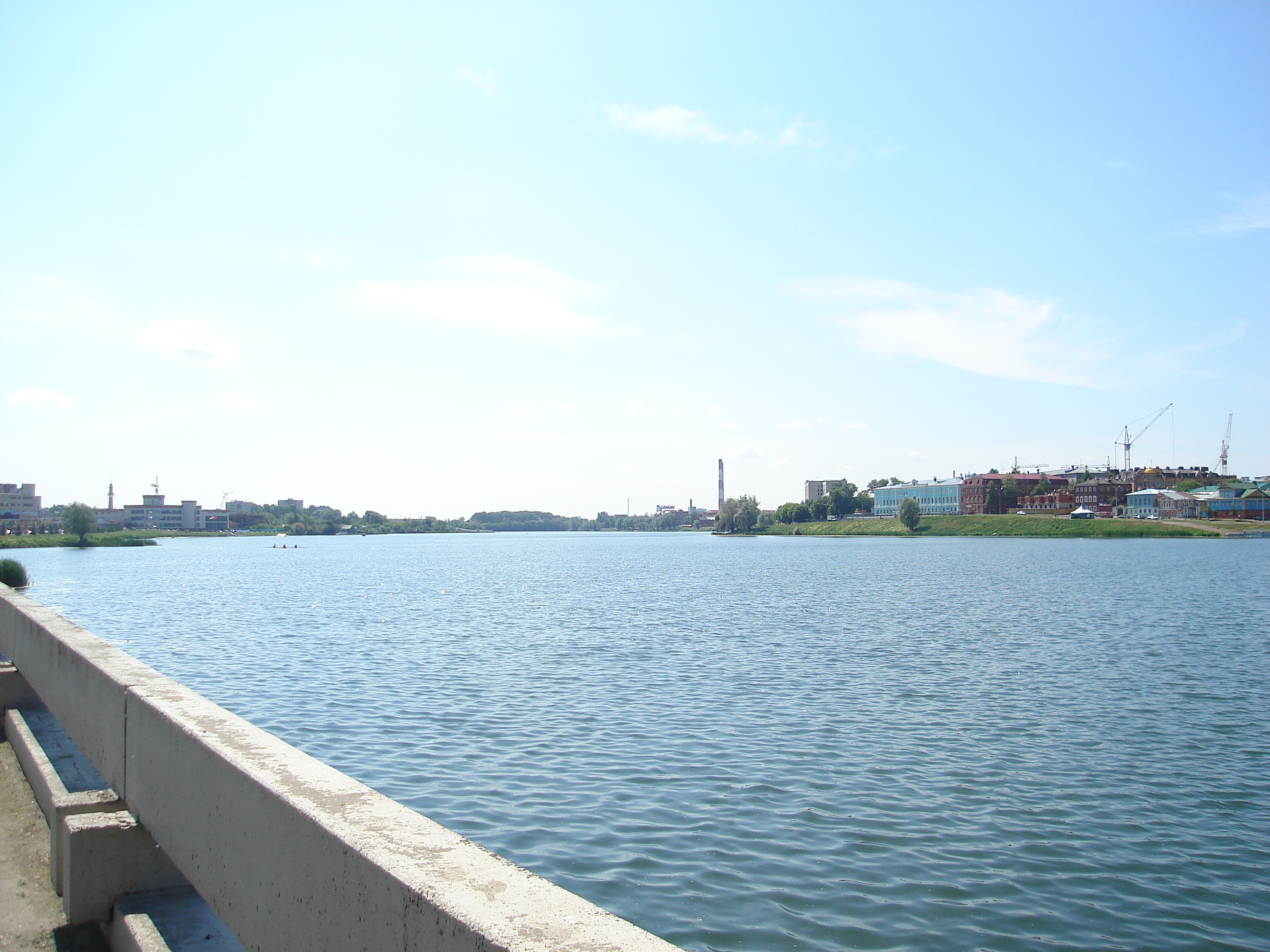
市内に広がるカバン湖

カザンの初期の歴史については記録が乏しいため、カザンはヴォルガ・ブルガールが中世に築いたのか、あるいはジョチ・ウルスのタタール人が15世紀半ばに築いたのか、という論争が長い間続いている。この論争の背景には、ヴォルガ流域の民族のアイデンティティを巡る問題がある（ブルガール論争も参照）。もしこの地にブルガール人の都市があったとすれば、カザンの歴史は11世紀初期から13世紀末期に遡ることになる。ヴォルガ・ブルガールにとってこの地はフィン・ウゴル系民族（マリ人、ウドムルト人）との境界であった。もう一つ論争となっているのは、カザンの城塞はもともとどの場所に作られたかである。考古学者による発掘は、カザン市内の三か所に集落の跡を発見してきた。ヴォルガ川とカザンカ川の合流点にある現在のクレムリの内部、クレムリからはカザンカ川を挟んで対岸にあたるジランタウの丘（Zilantaw、ジラントフ修道院がある）、クレムリの南の市街地中心部にあるカバン湖（Qaban）の近く、の三か所である。うち最も古い集落跡はクレムリン内部のもので11世紀に遡る。
11世紀から12世紀にかけて、カザンの前を流れるヴォルガ川はスカンジナビアからペルシャ方面やギリシャ方面へ向かう交易路であり、カザンはその水路を守る砦だった可能性がある。また交易拠点であった可能性、この地方に入植してきたブルガール人の大きな都市があった可能性もある。ただし、ブルガール人の首都は、当時ははるか南のブルガール（Bolğar、現在のボルガル市付近）にあり、カザン周辺は彼らにとって辺境であった。
13世紀前半、モンゴルの襲来で、ブルガールおよびビリャルといったブルガール人の都市はことごとく廃墟と化し、北のカザンに逃れる人が増えた。ブルガール人はジョチ・ウルスの支配下に入り、カザンはブルガール人の諸侯国の一つの中心になった。やがてブルガール人はタタール化してゆき、ブルガール人の諸侯国もタタール人が公位を簒奪する事態も生まれた。タタール人の中にはヴィータウタスに招聘されてリトアニア大公国へ向かった者もおり（リプカ・タタール人）、カザンのようなタタール人の地にもリトアニアの影響力が及ぶようになった。
ジョチ・ウルスの中央政権が崩壊に向かっていた1438年頃、ハーンの地位を巡る争いに敗れたウルグ・ムハンマド（Olugh Mokhammad）はサライから北に逃れてカザンに至り、カザン・ハン国を樹立した。この時期に城塞が再構成され、カバン湖から城塞の下のカザンカ川までを南北に結ぶボラク運河も掘り直された。濠にもなる運河建設によりカザンの城塞は守備力を増し、内部には宮殿や邸宅、クル＝シャーリフ・モスクなどが築かれた。カザンの大バザールであるタシュ・アイク（Taş Ayaq）はこの地方で最も重要な交易の中心地となり、特に工芸の伝統を生かした家具取引や、ロシアと中東を結ぶ交易で栄えた。またカザン・ハン国滅亡直前の16世紀半ばにはスュユンビケ女王を中心とした宮廷にイスラム文化が花開いた。ロシア人はカザン・ハン国の内紛に何度も介入し、何度もカザンを攻め市街地を占領したが、1552年のカザン陥落以前は占領が長続きしたことが一度もなく、撤退を余儀なくされていた。

### カザン陥落とタタールに対する抑圧

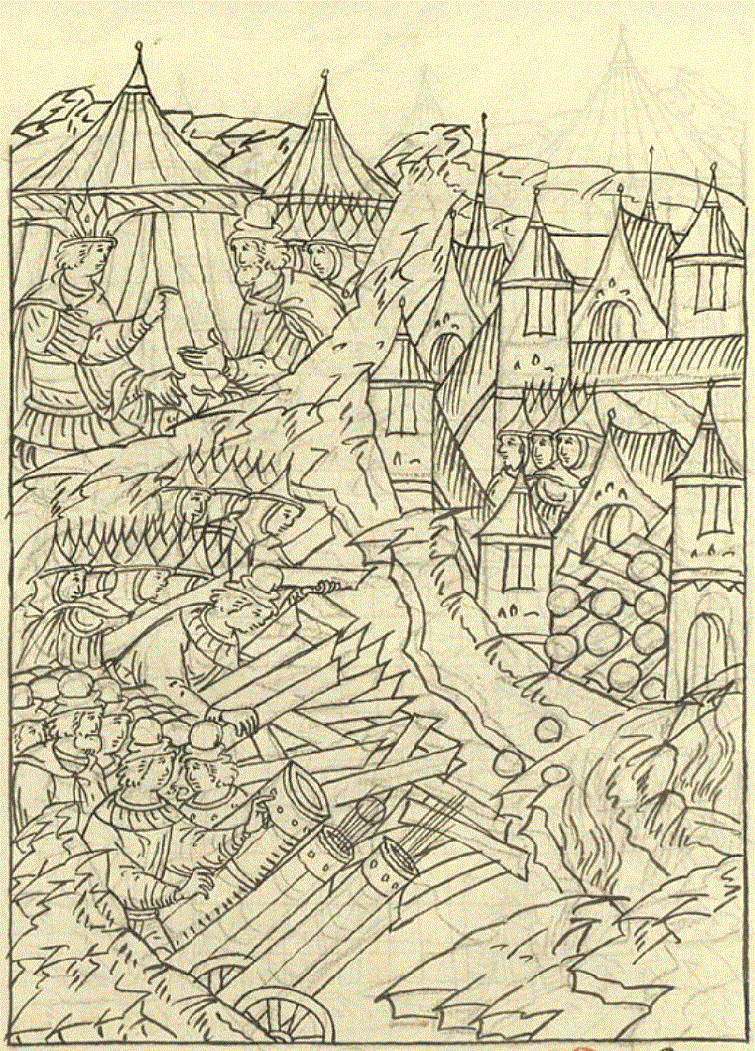
ロシアによるカザンの陥落

1552年の9月から10月、ロシア・ツァーリ国のイヴァン4世（雷帝）は15万の兵力でカザンを包囲し（カザン包囲戦）、砲撃と攻城戦の末、ついにカザンを占領してカザン・ハン国を屈服させた。住民の多くは虐殺され市街地も城塞もすべて破壊された。カザン陥落の功労者でもある将軍アレクサンドル・ゴルバーチイ＝シュイスキー（Алекса́ндр Бори́сович Горба́тый-Шу́йский）がカザン総督となると、ハン国時代からのタタール人住民は殺されたり鎮圧されたりキリスト教への改宗を迫られたりした（カザンの反乱）。タタール人は結果的にカザンを追放されて50キロメートル離れた場所に移住させられ、代わりにロシア人の農民や兵士が入植させられた。大土地所有者であったタタール人貴族や大きなモスクも滅ぼされるか追放され、代わりにロシア人が大地主となった。16世紀後半にエルモゲン（ゲルモゲン）がカザン大主教となった時期の正教化政策もモスクやマドラサに打撃を与えた。一方でタタール人兵士や貴族の中にはロシアに仕えて独自の地位を18世紀まで保持した者もいたが（勤務タタール、タタール語: йомышлы татарлар : Yomışlı Tatarlar; ロシア語: Служилые татары）、彼らも城内に住むことはできず、市壁の外側の集落（Bistäse）に住んだ。後にはタタール人の商人や職人もここに住み、タタール人街を形成した。プスコフからの職人たちが呼ばれ、カザンの城塞跡に現在のカザン・クレムリンが建設された。

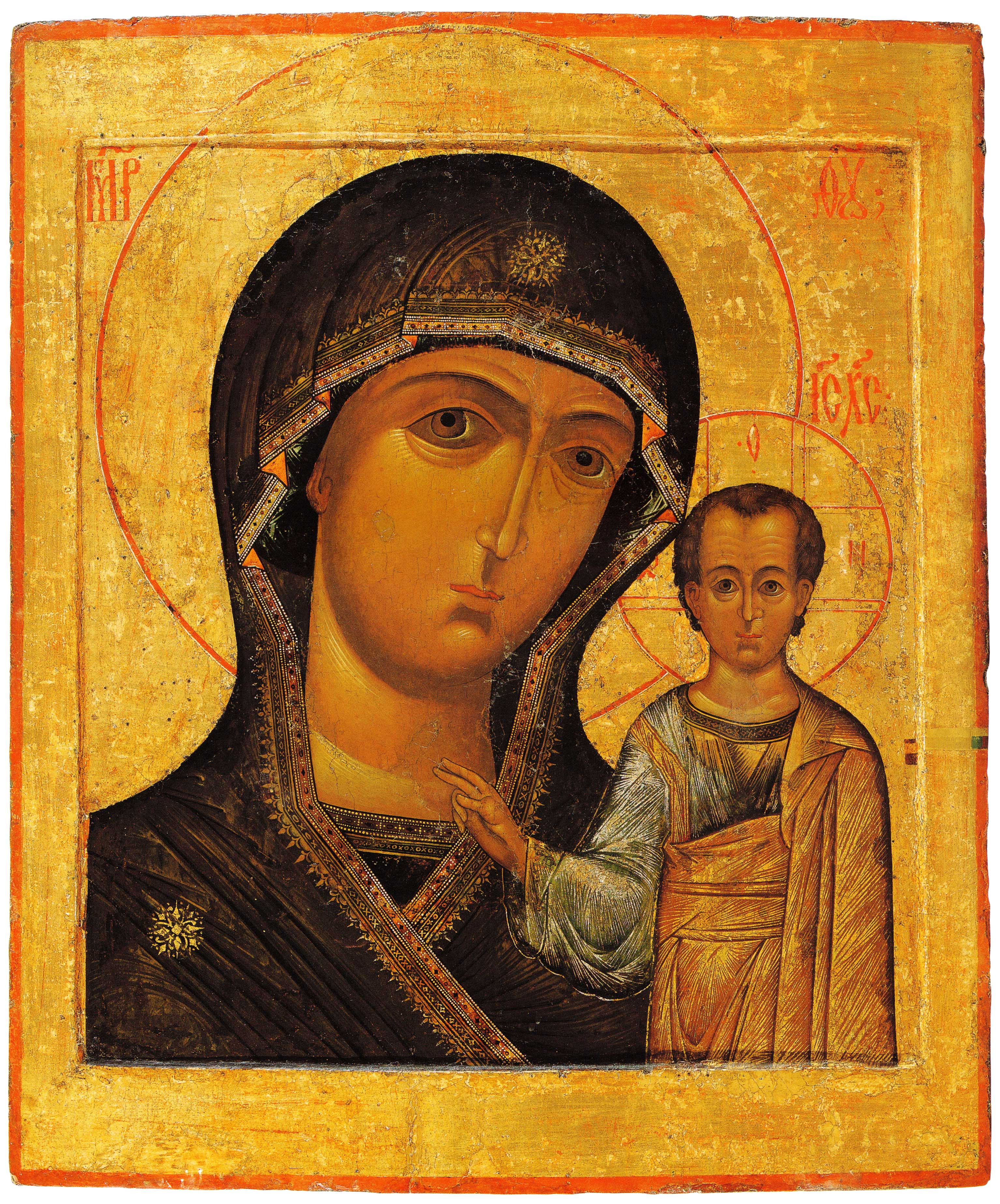
カザンの生神女のイコン

カザンでは何度も大火災が起きて市街地が破壊された。1579年の大火の後には「カザンの生神女」のイコンが市内の地下から発見されている。このイコンは後に神聖なものとされ、モスクワやサンクトペテルブルクをはじめロシア国内各地に「カザンの生神女」イコンに捧げられたカザン大聖堂が建てられている。ボリス・ゴドゥノフがツァーリになった時代、ロシアが大動乱と呼ばれる内戦と混乱に落ち込むと一時的にカザン・ハン国は独立を取り戻すが、1612年にクジマ・ミーニンの国民軍により鎮圧された。

### カザン県とプガチョフの乱

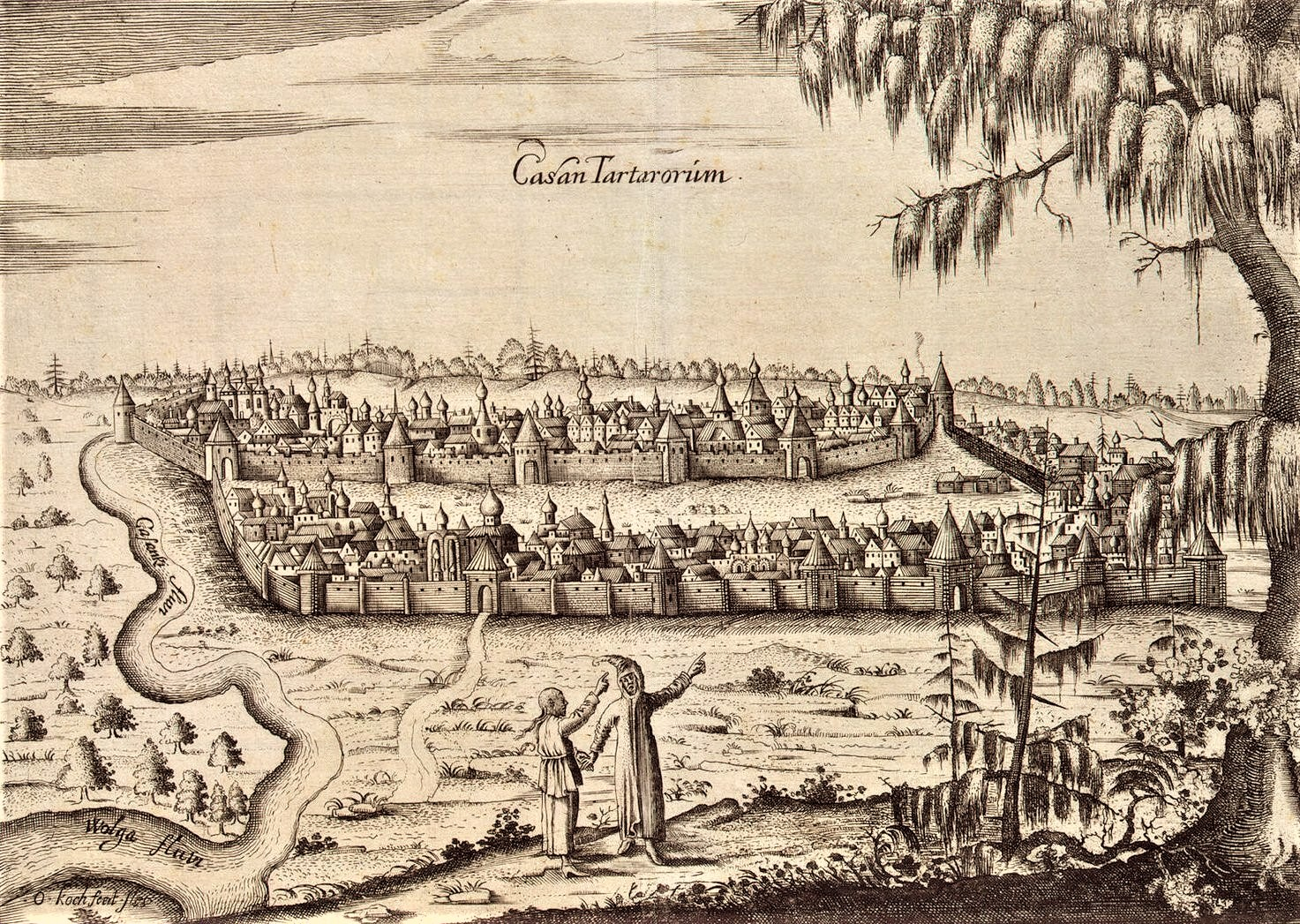
カザン（1630年）

カザン庁（приказ Казанского дворца）が管轄していたカザン・ハン国は1708年には正式に廃止され、カザン県が代わりに置かれてカザンがその県都となり、カザン・クレムリン内には知事公邸、行幸御殿、軍司令官官舎など行政・軍事・宗教の中枢が立ち並んだ。ピョートル1世のカザン訪問後、ロシア海軍のカスピ海艦隊の造船所がカザンに建設されることになった。プーシキン以前の大詩人であるガヴリーラ・ロマーノヴィチ・デルジャービンは1743年にタタールの末裔である貧しい郷士の息子としてカザンに生まれた。デルジャービン自身はロシア人としてのアイデンティティを持ち、ロシア文学の歴史に大きく貢献している。
エカチェリーナ2世の時代にあたる1774年7月12日、カザンはドン・コサックのエメリヤン・プガチョフが率いる農民や辺境守備兵らの反乱軍によって包囲され、皇帝軍は敗れ市街地は破壊・略奪された。しかしカザン・クレムリンは陥落せず、その日の夕方に皇帝軍の増援が到着し、7月13日から15日にかけての戦いでプガチョフの軍は大敗を喫した。これがプガチョフの乱の転換点になったカザンの戦いである。エカチェリーナ2世はカザン市街を再建し、同時にそれまで禁じられていたモスク建設を許可した。マルジャーニー・モスクがこの時に建設された最初のモスクである。タタール人商人もエカチェリーナ2世の庇護の下で活動を活発にし、ロシアと中央アジア間での商取引を掌握した。タタール商人の中心の一つであるカザンは物資の集散地として栄えた。しかしタタール人の文化や宗教に対する抑圧はなおも続いた。

### 近現代のカザン

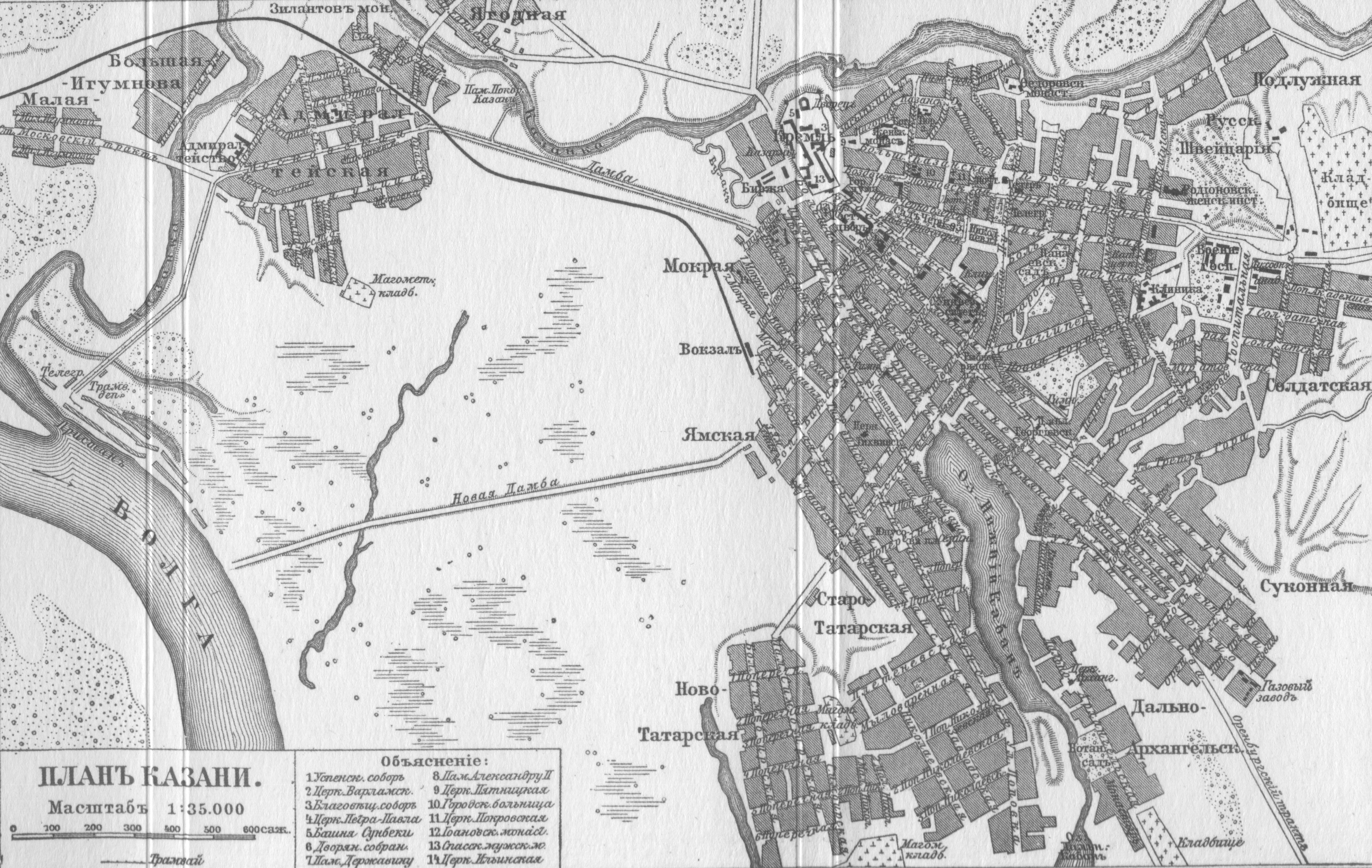
19世紀のカザンの地図。ソ連時代のヴォルガ川のダム建設により、川幅はこの時よりも大きくなっている

19世紀初頭、アレクサンドル1世はカザン大学と印刷所をカザンに創設した。1801年はカザンで最初にクルアーンが印刷された年で、カザンはロシアにおける東洋学研究の拠点となった。19世紀末までにカザンはヴォルガ中流の産業の中心に発展し、周囲の農村から職を求める人々がカザンに集まった。1875年には馬車鉄道が市内を走り、1899年に市電が開通した。一方でクリミア半島に始まったムスリム知識人の改革運動・ジャディード運動もカザンに達し、カザンはロシアにおけるイスラームの復興運動や改革運動、政治運動の拠点ともなった。1905年のロシア第一革命以後、ようやくタタール人はカザンをタタール文化の中心として復興させることを許された。タタール劇場にタタール語新聞もこの時に出現した。ミールサイト・スルタンガリエフのようなムスリム社会主義者も活動し、1920年代初頭まで、ソ連の政治において大きな役割を果たした。
1917年8月14日にはカザン火薬工場で火災が発生し、爆発も起こり市内に被害が広がった。工場は完全に破壊され火は24日まで消えなかった。ロシア革命後のロシア内戦では、1918年にタタール人らによりイデル＝ウラル国がカザンを首都として樹立されたが、まもなくボルシェヴィキ軍により滅ぼされた。1918年8月にはチェコ軍団がカザンを占領している。1920年、タタール自治ソビエト社会主義共和国がカザンを中心に建設された。

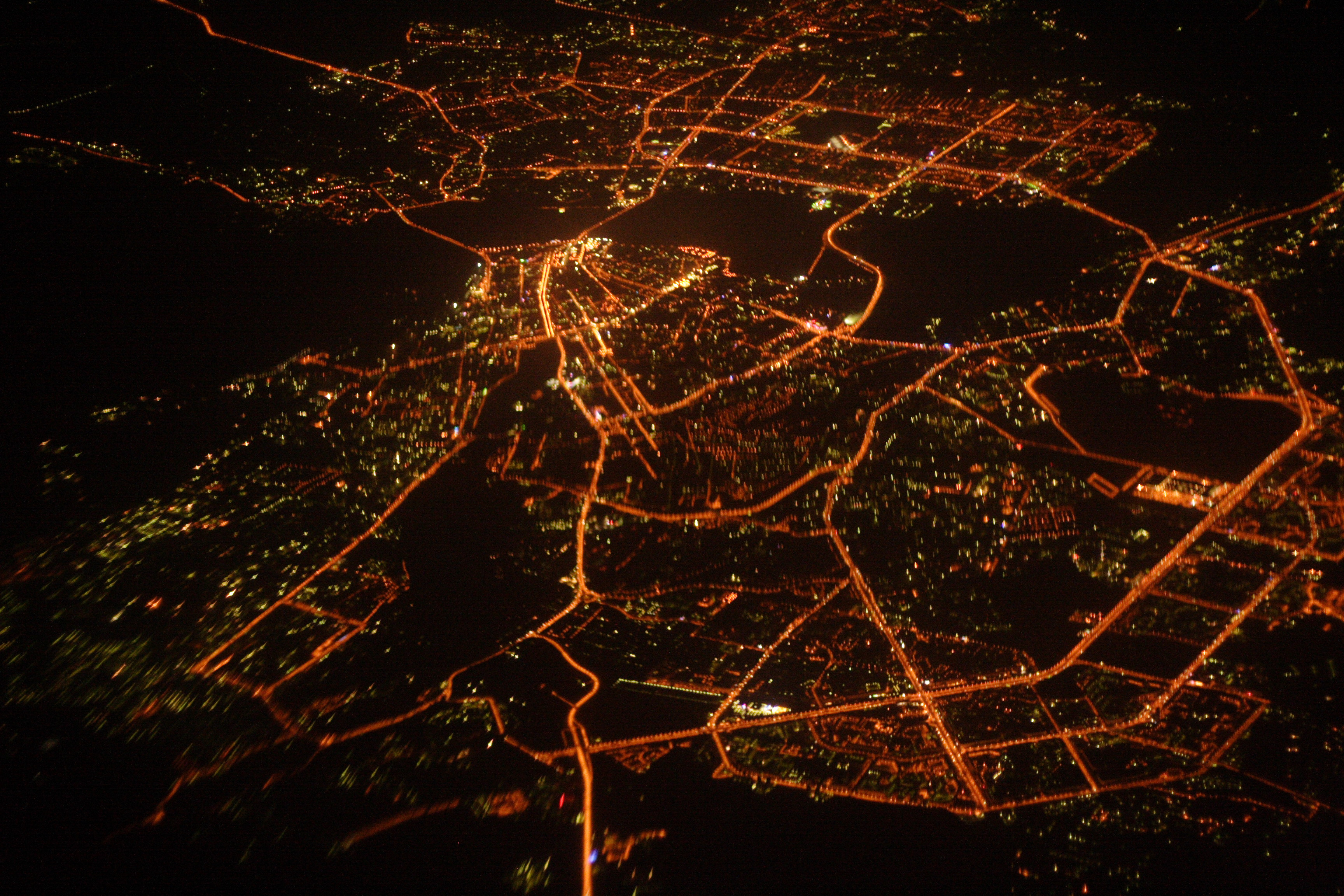
上空からのカザンの夜景

1920年代から1930年代にかけてカザンは重工業の拠点となったが、同時に多くのモスクや聖堂が破壊された。第一次世界大戦後、国際的な孤児となったドイツの軍部（ヴァイマル共和国軍）は、同じく共産主義国家として国際的に認められないソビエト連邦と秘密協定を結び、カザンに戦車の開発・訓練基地 (Inspektion 6 Kraftfahrwesen) を設け、赤軍と共にヴェルサイユ条約が禁止する戦車の研究開発を1933年まで継続した。これはナチス体制下のドイツ国防軍の急速な軍備拡大の種子となっている。第二次世界大戦ではロシア西部から多くの工場がカザンへも避難しており、軍需産業の中心となって戦車や戦闘機などの製造がおこなわれた。
第二次世界大戦後は、第97収容施設（ラーゲリ）が設置され、シベリア抑留の対象となった日本人捕虜が送られてきた。過酷な労働と環境の中で倒れた者のための日本人墓地も作られた。冷戦終了後は日本政府の手により戦没者慰霊碑が建立されている。
カザンは戦後も軍需産業や重工業の中心となり、爆発的に人口が増加しアパートが立ち並ぶようになった。
1980年代末から1990年代、ペレストロイカとソビエト連邦の崩壊により、カザンは再びタタール文化の復興を見たが、一方でタタールスタンの独立宣言によりロシア連邦とタタール分離主義者との間の緊張も発生した。2000年より市内は大規模な修復作業が進行した。特にカザン・クレムリンでは、1552年のカザン陥落で破壊されたクル＝シャーリフ・モスクと、1562年に完成したものの1930年にソ連当局により破壊された生神女福音大聖堂（ブラゴヴェシェンスキー大聖堂）の双方が再建された。2005年7月29日にはカザンカ川に架かる長さ831メートルの斜張橋・ミレニアム橋が開通し、同年8月27日には地下鉄も開業した。これらは2005年のカザン建都1000年に合わせた大事業であった。しかし「建都1000年」の年号は恣意的に決められた部分もある。

### 2020年代
2024年6月には、BRICSが主催する総合競技大会であるBRICS Gamesをカザンで開催した。同年10月に行われた第16回BRICS首脳会議（2024 BRICSサミット）の開催地にもなった。サミットでは「カザン宣言」が採択された。
2024年12月21日、市内にウクライナの無人機が侵入。6機が集合住宅に、1機が産業施設に被害を与えた。

## 気候
カザンは湿潤な大陸性気候の都市である。ケッペンの気候区分では亜寒帯湿潤気候（冷帯湿潤気候、Dfb）に属し、長く寒い冬と暑く乾燥した夏が特徴になっている。一年で最も暑い7月の平均気温は20.2度になり、しばしば30度を超える。最も寒い1月の平均気温はマイナス10.8度で、時に気温はマイナス30度以下まで冷え込むこともあり、過去にはマイナス46.8度（1942年）を記録している。
| カザンの気候                                                                      | カザンの気候  | カザンの気候  | カザンの気候  | カザンの気候  | カザンの気候 | カザンの気候 | カザンの気候 | カザンの気候 | カザンの気候 | カザンの気候  | カザンの気候  | カザンの気候 | カザンの気候  |
| 月                                                                                | 1月           | 2月           | 3月           | 4月           | 5月          | 6月          | 7月          | 8月          | 9月          | 10月          | 11月          | 12月         | 年            |
| --------------------------------------------------------------------------------- | ------------- | ------------- | ------------- | ------------- | ------------ | ------------ | ------------ | ------------ | ------------ | ------------- | ------------- | ------------ | ------------- |
| 最高気温記録 °C （°F）                                                            | 3.8 (38.8)    | 5.2 (41.4)    | 11.0 (51.8)   | 29.5 (85.1)   | 33.8 (92.8)  | 37.5 (99.5)  | 38.9 (102)   | 39.0 (102.2) | 32.3 (90.1)  | 23.4 (74.1)   | 15.0 (59)     | 6.1 (43)     | 39.0 (102.2)  |
| 平均最高気温 °C （°F）                                                            | −7.2 (19)     | −6.7 (19.9)   | −0.2 (31.6)   | 10.2 (50.4)   | 19.0 (66.2)  | 23.5 (74.3)  | 25.5 (77.9)  | 22.9 (73.2)  | 16.3 (61.3)  | 8.1 (46.6)    | −1.0 (30.2)   | −5.8 (21.6)  | 8.7 (47.7)    |
| 日平均気温 °C （°F）                                                              | −10.4 (13.3)  | −10.2 (13.6)  | −4.0 (24.8)   | 5.5 (41.9)    | 13.3 (55.9)  | 18.1 (64.6)  | 20.2 (68.4)  | 17.6 (63.7)  | 11.7 (53.1)  | 4.8 (40.6)    | −3.4 (25.9)   | −8.5 (16.7)  | 4.6 (40.3)    |
| 平均最低気温 °C （°F）                                                            | −13.5 (7.7)   | −13.3 (8.1)   | −7.3 (18.9)   | 1.6 (34.9)    | 8.2 (46.8)   | 13.3 (55.9)  | 15.5 (59.9)  | 13.3 (55.9)  | 8.2 (46.8)   | 2.2 (36)      | −5.6 (21.9)   | −11.4 (11.5) | 0.9 (33.6)    |
| 最低気温記録 °C （°F）                                                            | −46.8 (−52.2) | −39.9 (−39.8) | −31.7 (−25.1) | −25.6 (−14.1) | −6.5 (20.3)  | −1.4 (29.5)  | 2.6 (36.7)   | 1.6 (34.9)   | −5.4 (22.3)  | −23.4 (−10.1) | −36.6 (−33.9) | −43.9 (−47)  | −46.8 (−52.2) |
| 降水量 mm （inch）                                                                | 40 (1.57)     | 33 (1.3)      | 32 (1.26)     | 31 (1.22)     | 41 (1.61)    | 63 (2.48)    | 65 (2.56)    | 60 (2.36)    | 51 (2.01)    | 53 (2.09)     | 46 (1.81)     | 43 (1.69)    | 558 (21.97)   |
| 平均降水日数                                                                      | 10            | 8             | 7             | 7             | 6            | 9            | 9            | 8            | 9            | 10            | 10            | 10           | 103           |
| % 湿度                                                                            | 84            | 81            | 79            | 68            | 59           | 66           | 68           | 71           | 75           | 81            | 86            | 85           | 75            |
| 平均月間日照時間                                                                  | 49.6          | 89.6          | 148.8         | 204.0         | 273.0        | 294.0        | 291.4        | 254.2        | 159.0        | 83.7          | 42.0          | 34.1         | 1,923.4       |
| 出典1：Pogoda.ru.net, World Meteorological Organization (precipitation days only) |               |               |               |               |              |              |              |              |              |               |               |              |               |
| 出典2：Hong Kong Observatory (sun only)                                           |               |               |               |               |              |              |              |              |              |               |               |              |               |

## 人口

### 民族と宗教

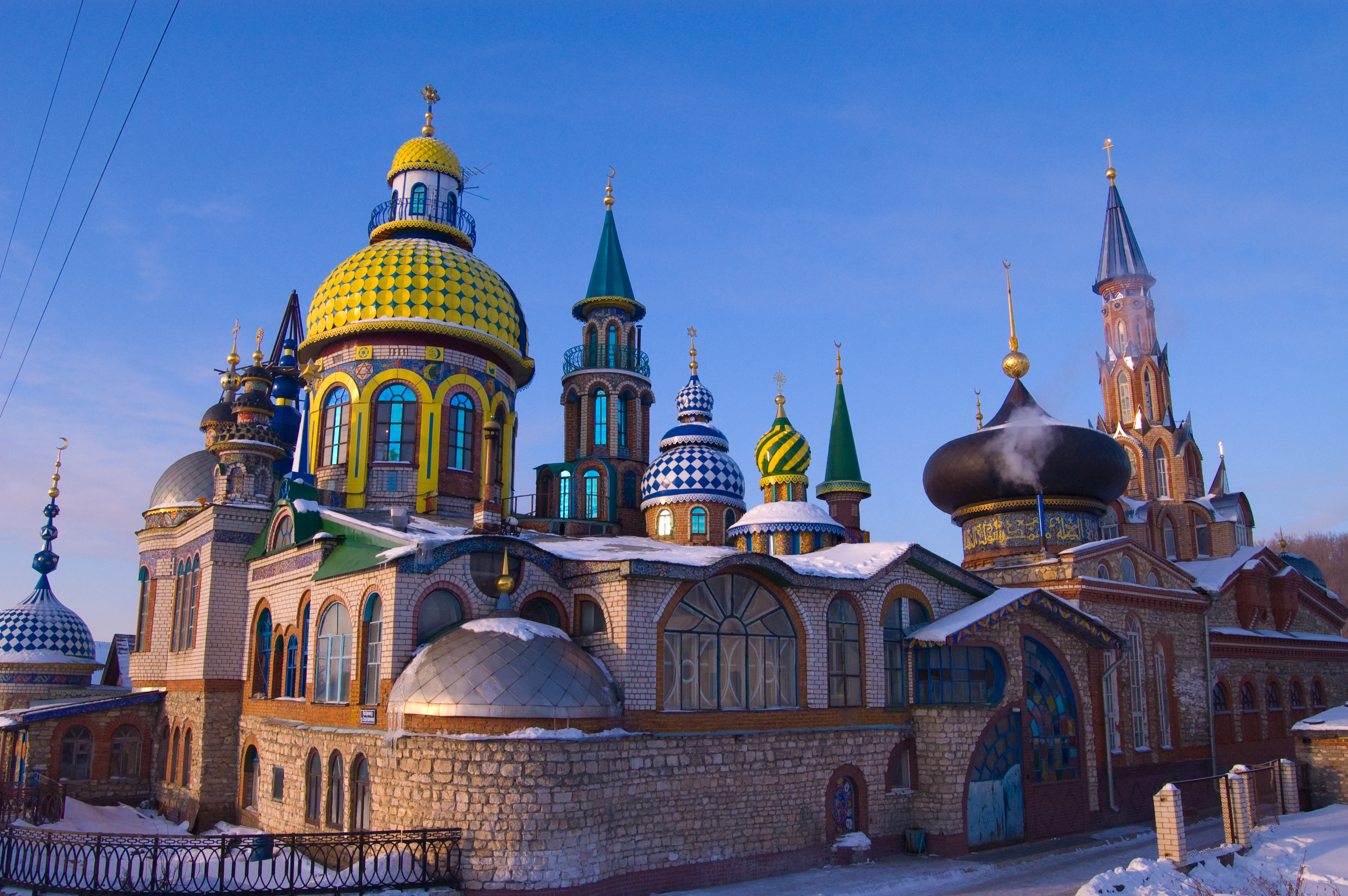
カザンの「全宗教寺院」

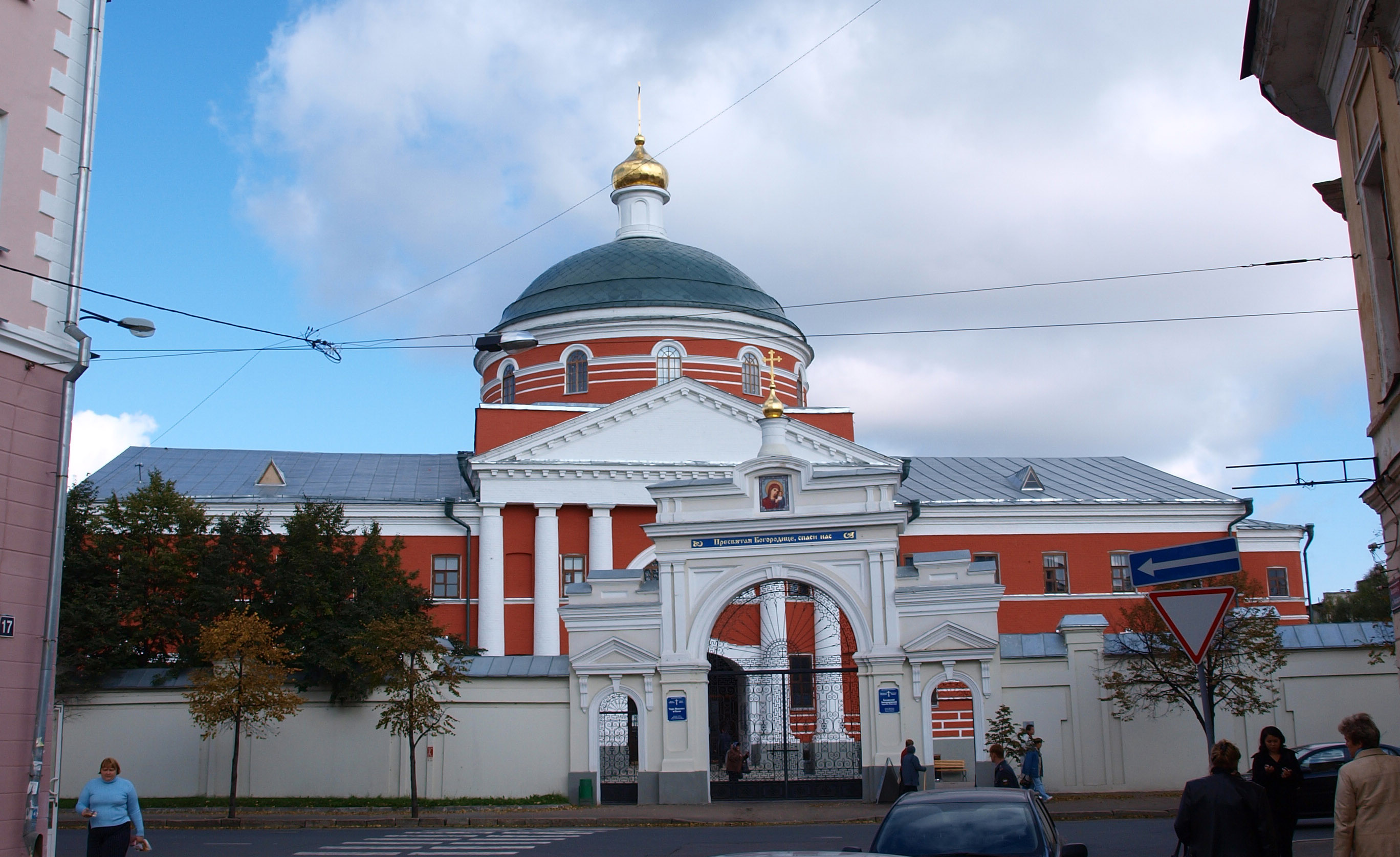
カザンの生神女修道院。イコン『カザンの生神女』が発見された地に建てられ、1904年に盗難され行方不明になるまで『カザンの生神女』が収められていた

市で一番多い民族はタタール人で人口の52%と過半を占める。次に多いのは人口の43%を占めるロシア人である。少数派の民族にはチュヴァシ人、ウクライナ人、アゼルバイジャン人、ユダヤ人などがいる。

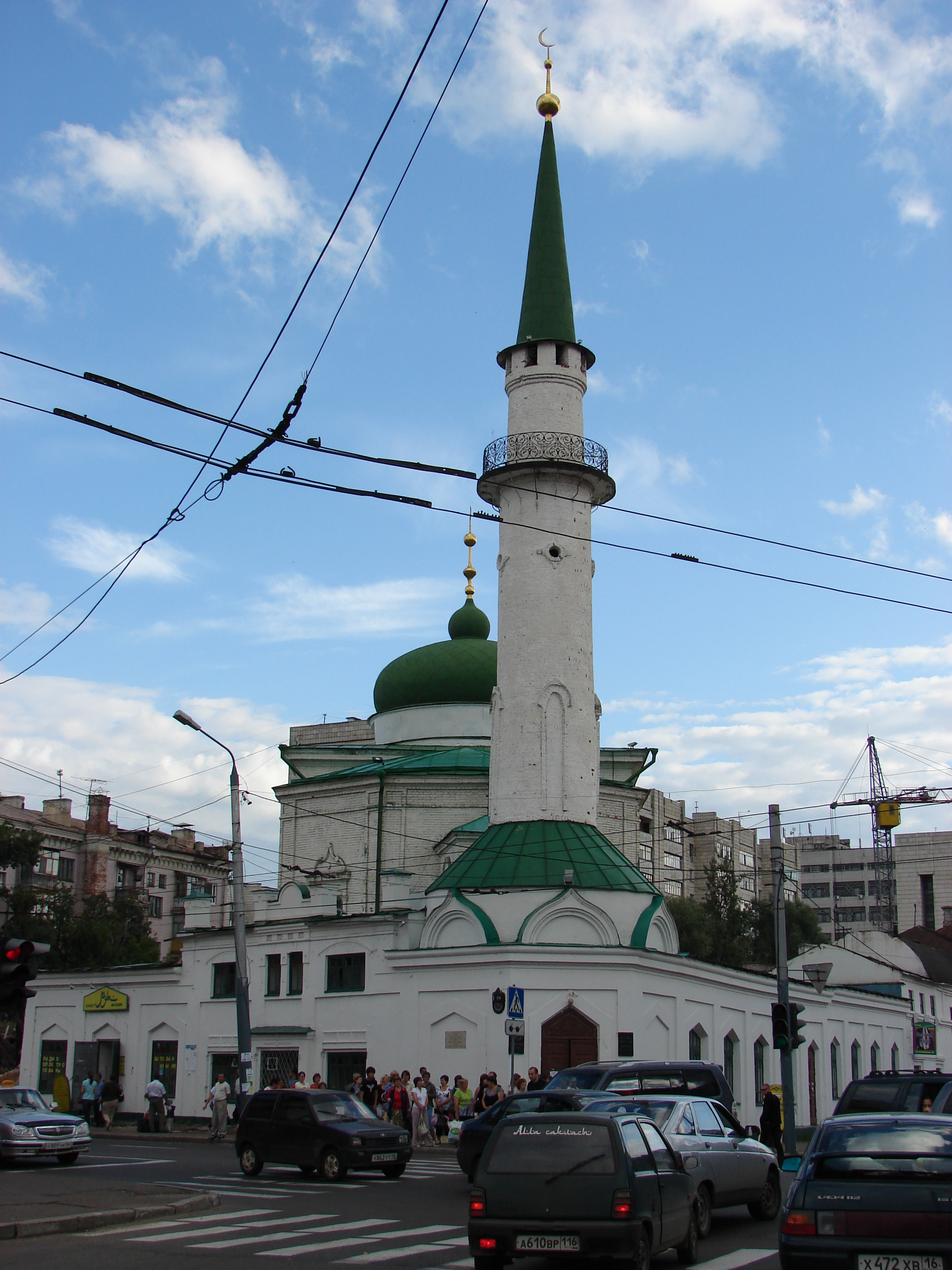
ゾルタン・モスク

主な宗教はイスラム教スンニ派と正教会。無神論者も少なからずいる。少数派の宗教はカトリック教会、プロテスタント、ユダヤ教、クリシュナ教、バハイ教など。

### 墓地
カザンには合計29の市の墓地がある。 中央にあるのはアルスコエ墓地で、アレクサンドル・アルブーゾフ、科学者ニコライ・ロバチェフスキーとその子供たち、作曲家ナジーブ・ジガーノフが埋葬されている。

### 言語
ロシア語とタタール語が市内で広く使用されている。ロシア語はタタール人の高齢層以外、市民のほぼすべての人口が理解できる。タタール語は主にタタール人の間で話される。自分たちの文化や言語を恥ずかしがるタタール人のことは、「маңҡорт」（Mankurt）と呼ばれ攻撃されている。

### 人口推移
カザン・ハン国の都であった1550年頃は5万人を数える都市だったが、モスクワ国家により征服された後の1557年には7,000人に減少したとみられる。しかし1800年頃には4万人程度に回復し、19世紀後半には人口が伸び1897年に13万人に達した。ロシア革命の年である1917年には人口は20万6600人であったが、その後の内戦と混乱で1926年には17万9000人に減っていた。しかし重工業化などで人口は爆発的に伸び、1939年には39万8000人、1959年には66万7000人、1979年には98万9000人、1989年には109万4400人と100万人を超えた。1980年代以降は伸び悩んでいるが、ロシアの多くの都市の人口が減少している21世紀に入ってもカザンの人口は増加している。
2009年、市の人口は113万717人で、ロシア第7位だった。

## 経済・産業

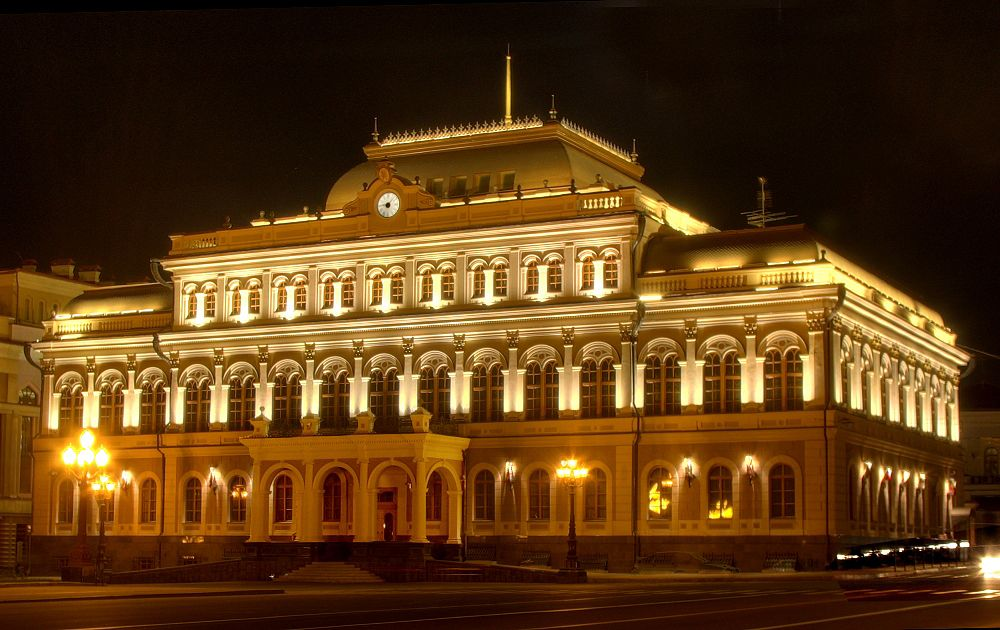
カザン市庁舎

ヴォルガ川を使った水上交通、陸上交通の要衝として、タタールスタン共和国の経済の中心地である。機械工業、化学工業、石油化学工業、皮革工業が盛んである。その他、建設、食品なども多い。
カザンの主な大企業には、TAIF、Tatenergo、Kazanorgsintez、Transtechservice、Vamin のようなロシアの500大企業に名を連ねる企業も多数ある。Kazanorgsintez はロシアのポリエチレンの38％を生産するほか、化学製品、石油化学製品を製造する大工場を構える。カザン国立製粉所は1788年創立の古い企業である。カザン・ヘリコプター工場は軍用などのヘリコプター多数を造ってきた。カザン航空機製造合同（KAPO）はTu-214旅客機、Tu-160戦略爆撃機などを製造しているほか、Tu-334旅客機、Tu-330輸送機の製造を計画している。
カザンは歴史資産も多く、商工業都市としてビジネス客も多数訪れる。2004年に345,000人がカザンを訪れたが、2007年には800,000人に増加した。カザン・クレムリンは毎年20万人以上の観光客が訪れる。こうした需要にこたえるため40以上のホテルが市内にはある。

## 交通

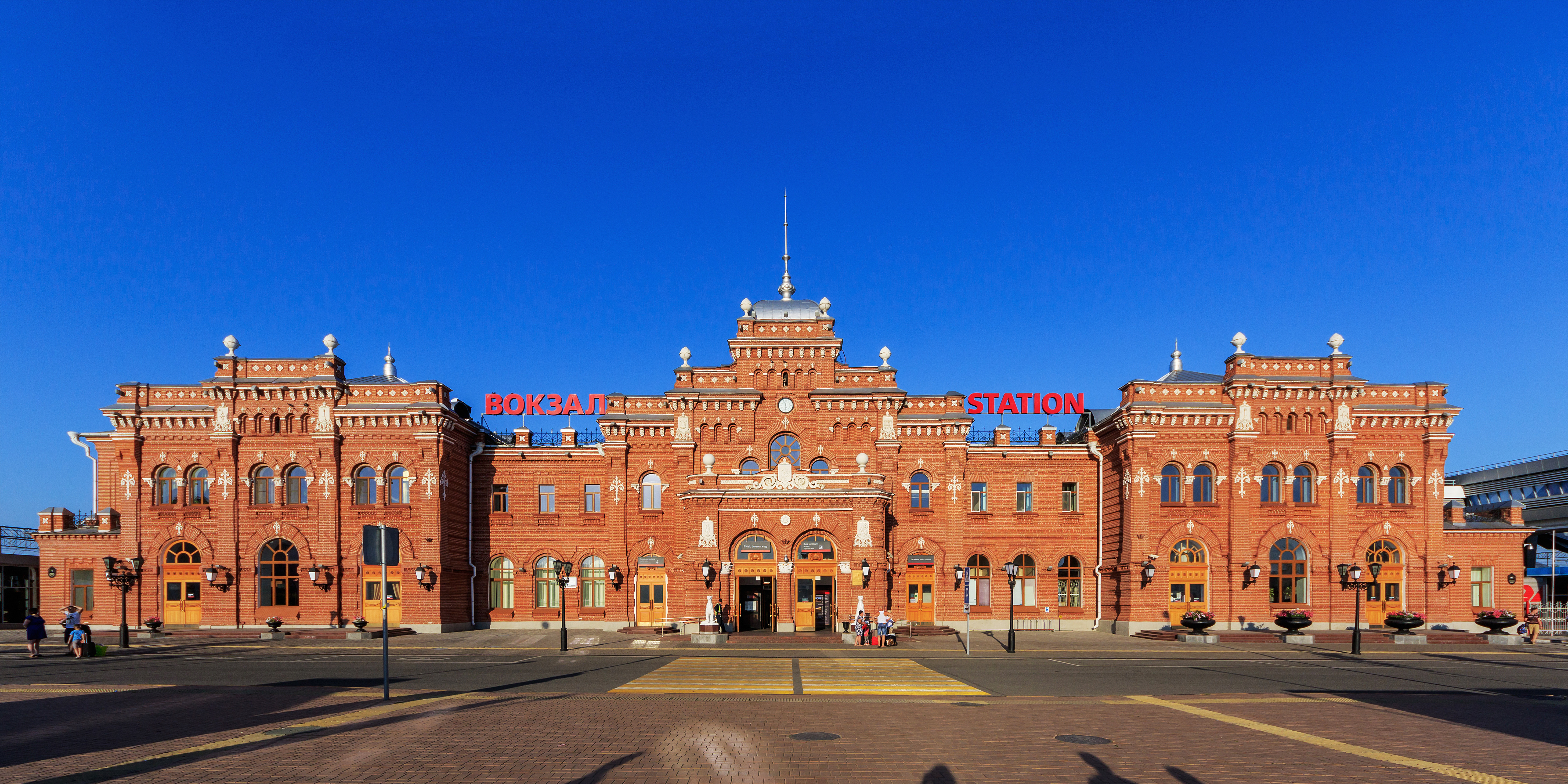
カザン旅客駅

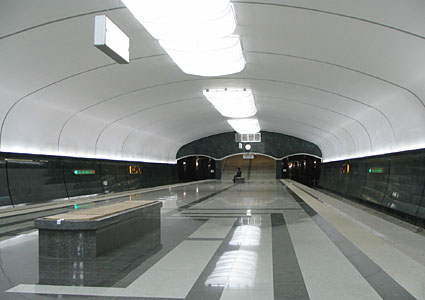
カザン地下鉄 ゴーリキー駅

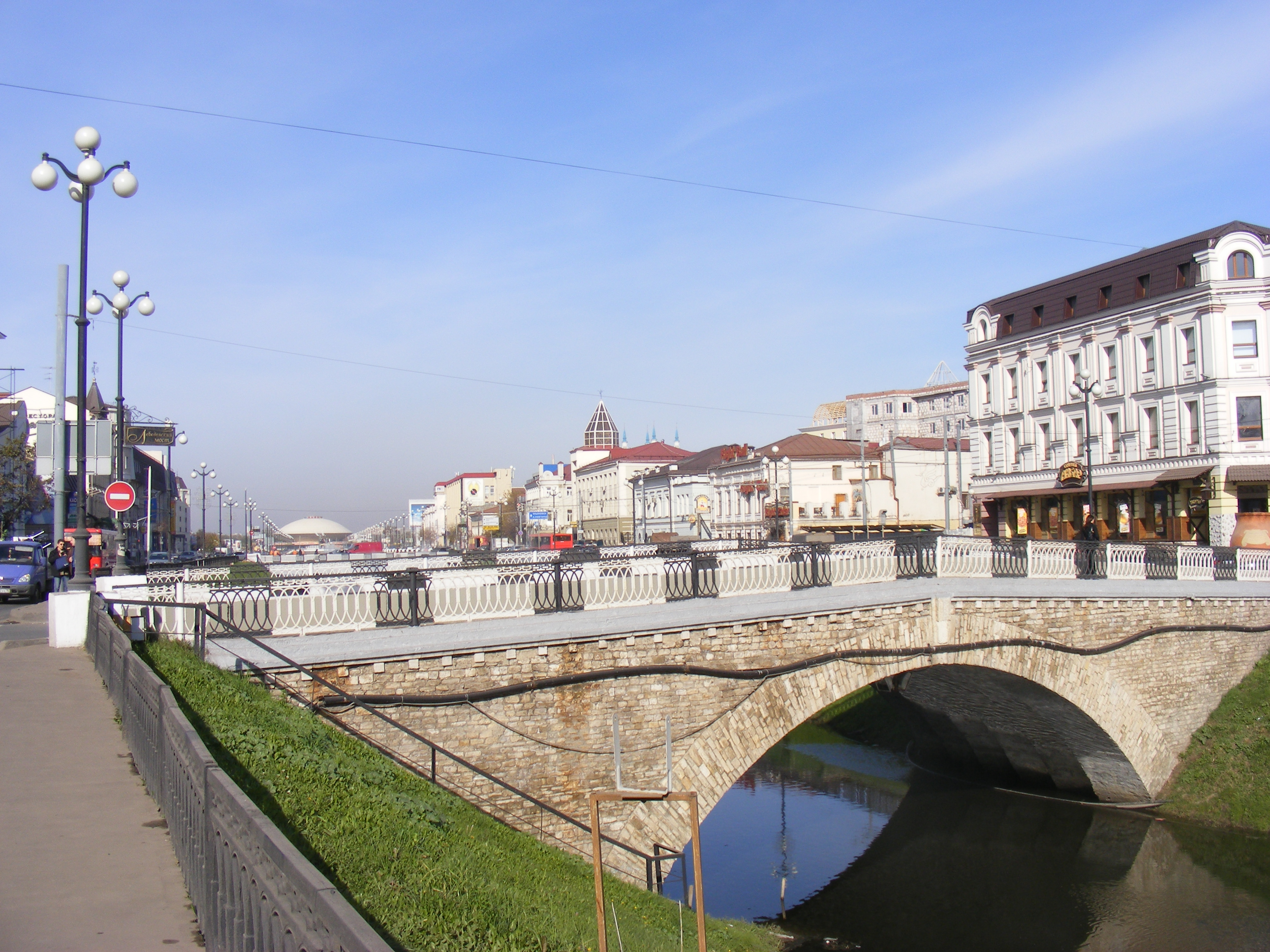
かつて水運の中心だったボラク運河

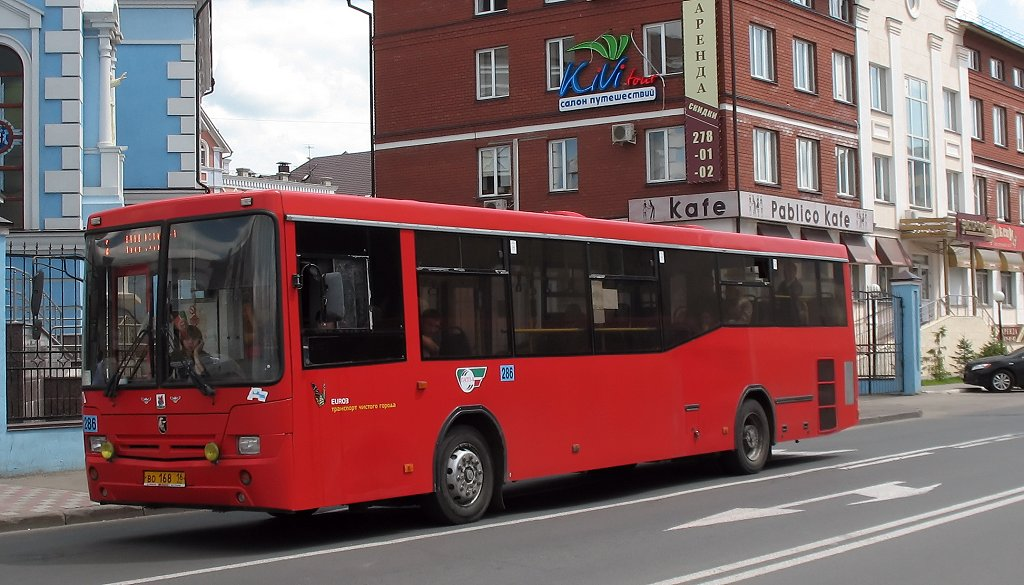
カザン市内のバス

### 空路
カザン国際空港は都心から26キロメートル離れた場所にあり路線バスで結ばれている。タタールスタン航空のハブ空港であり、その他10以上の航空会社が乗り入れている。カザンには他にも、カザン・ボリソグレブスコエ飛行場があり、大きな航空機工場を併設している。

### 鉄道
カザンの中央駅はカザン旅客駅で、都心に位置している。駅舎は1896年に建てられた赤レンガの建物で、北側に比較的新しい橋上駅舎や通勤列車ターミナルなどの建物が並んでいる。
市の北部には第二のターミナル駅があるが、都市間列車が一便運行されているのみで、再開発計画は凍結されている。
カザンは長距離列車でニジニ・ノヴゴロド、モスクワ、ウリヤノフスク、ヨシュカル・オラ、エカテリンブルクと結ばれている。
2020年までにモスクワへの高速鉄道敷設計画（モスクワ・カザン高速鉄道）があり、中国の国有企業である中鉄二院工程集団が受注した。

### 河港ターミナル
川沿いの船舶ターミナルには、ヴォルガ川沿いの都市を結ぶ船便や通勤用のフェリーなどが発着する。水中翼船がヴォルガ川沿いを結び、冬季にはホバークラフトも運航される。

### 道路・バス
バスターミナルはデヴヤテヴァ通りに位置し、タタールスタン各地やウファ、サマーラ、トリヤッチ、ウリヤノフスクなどへの定期バスが発着している。
高速道路や国道はサマーラ、オレンブルク、ウファ、チェボクサルや、タタールスタン国内のナーベレジヌイェ・チェルヌイ（Naberezhnye Chelny /Yar Çallı）、アリメチエフスク（Almetyevsk /Älmät）、ブグリマ（Bugulma /Bögelmä）、チストポリ（Chistopol /Çístay）、ゼレノドリスク（Zelenodolsk /Yäşel Üzän）などを結ぶ。
カザンカ川（カザンス川、Kazanka /Qazansu）には5つの橋が架かっており、ヴォルガ川の対岸とを結ぶ長大橋も1つある。

### 市内交通
カザン地下鉄は1路線のみであり、2005年8月27日に開業した。その後、延伸開業しており、16.8km、11駅となった。
カザン市電は1899年に開業した。路線数は8つあり総延長は187kmに達する。1948年に開業したトロリーバスは10路線350kmを結ぶ。また市内バスは91路線あり、2007年に大きな改革を行った。車両はすべて赤色で、ロシア製だけでなく日本製のバスも走る。市内バスの運賃は均一（日本円で50円程度）で，車内で車掌が切符を発行している．

## 教育

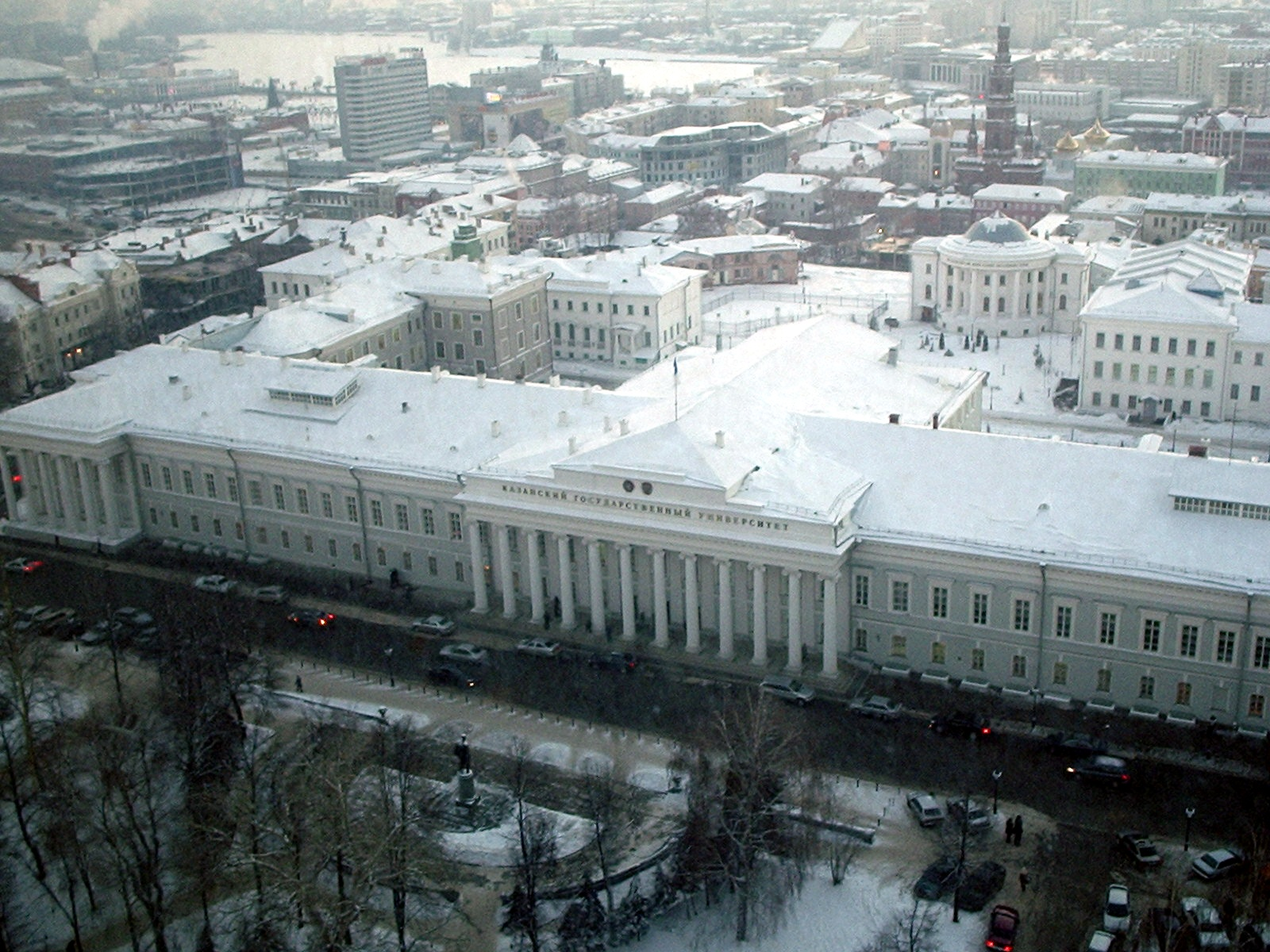
カザン国立大学

カザンには、他の都市の大学の分校も含めて55の高等教育機関がある。また49の音楽学校、10の美術学校、43のスポーツ学校もある。
1804年に創立されたカザン大学では、トルストイやニコライ・ロバチェフスキー、レーニンも学んでいる。ロバチェフスキーによる非ユークリッド幾何学の研究、カール・クラウスによるルテニウム発見、アレクサンドル・ブートレロフによる化学構造の概念の提唱、イェフゲニィー・ザヴォイスキーによる電子スピン共鳴研究などの傑出した業績がここで生まれた。14の学部、4つの研究所、2都市に分校も構え、1万6千人の学生が学んでいる。
カザン国立工科大学（Kazan State Technological University, KCTI）はロシア有数の大きさの教育機関で、1890年に科学・技術などを学ぶ中等学校として開校した、タタールスタンやロシアにおける技術教育のさきがけとなった学校である。2万7千人以上の学生が11の学部で学ぶ。
カザン国立技術大学（Kazan State Technical University, KAI）は1932年に開校した。航空工学、ロケット工学、エンジン製造、計算機科学などの分野ではロシアを代表する大学のひとつ。
その他にはカザン医科大学、カザン金融経済大学、カザン・エネルギー工学大学など多くの優秀な大学が集まる。
カザンにはロシア科学アカデミー傘下の研究所が5つあるほか、1991年にタタールスタン科学アカデミーが創設された。研究所が集まる一大科学都市でもある。

## スポーツ
プロサッカークラブのFCルビン・カザン、女子バレーボールクラブのディナモ・カザン、男子バレーボールクラブのゼニト・カザンが本拠を置く。FCルビン・カザンは2000年代に入って躍進し、2008年と2009年のロシアサッカー・プレミアリーグを連覇するに至った。男子バスケットボールクラブのウニクス・カザンはヨーロッパの強豪チームであり、アイスホッケークラブのHCアク・バルス・カザンは2009年と2010年にガガーリン・カップ2連覇を達成した。
カザンは2013年の夏季ユニバーシアードに立候補して開催権を勝ち取ったほか、2015年には世界水泳選手権が行われた。2024年6月にはBRICS Gamesを開催した。
市内の競技場は、セントラル・スタジアム、カザン・アリーナ、バスケット・センター、バレーボール・センター、タトネフチ・アリーナなど。2018 FIFAワールドカップの開催都市の一つにもなり、ロシアサッカー・プレミアリーグに所属するFCルビン・カザンの本拠地「カザン・アリーナ」が会場として使用された。さらに、日本代表のキャンプ地にもなった。

## 見所

### カザン・クレムリン
市内には美しいクレムリ（要塞）であるカザン・クレムリンがあり、2000年には世界遺産に登録された。クレムリ内部には5つのドームを頂く生神女福音聖堂（ブラゴヴェシェンスキー聖堂、1561年-1562年）、建設時期が謎に包まれたスュユンビケ塔（カザン・ハン国最後の女王の名に由来する）などがあり、市のランドマークとなっている。

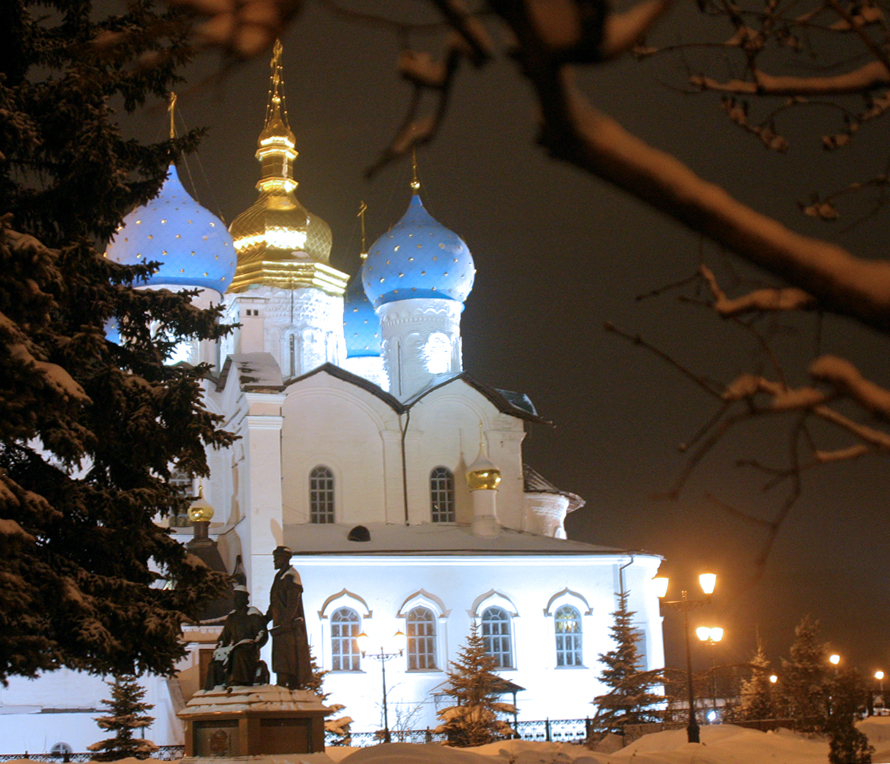
カザン・クレムリン内のブラゴヴェシェンスキー（生神女福音）聖堂

またクレムリを取り囲む塔や城壁は16世紀から17世紀にロシア人が再建し、後に修復をされたものである。クレムリ内部にそびえるクル＝シャーリフ・モスクは1552年のカザン陥落時に破壊され、21世紀になって再建された。16世紀の美しい修道院建築であった救世主修道院（スパースキイ修道院）はボリシェヴィキ政府によって破壊されたが、その名残であるスパースカヤ塔は今も白く美しい姿を残す。1843年から1853年にかけて建てられたコンスタンチン・トーン設計のカザン県知事公邸は、現在もタタールスタン共和国大統領官邸として使用されている。
クレムリの近隣には、ペトロパヴロフスキー大聖堂がQawi Nacmi 通りにあり、マルカニ・モスクがQayum Nasiri 通りに立つ。

### 市街地

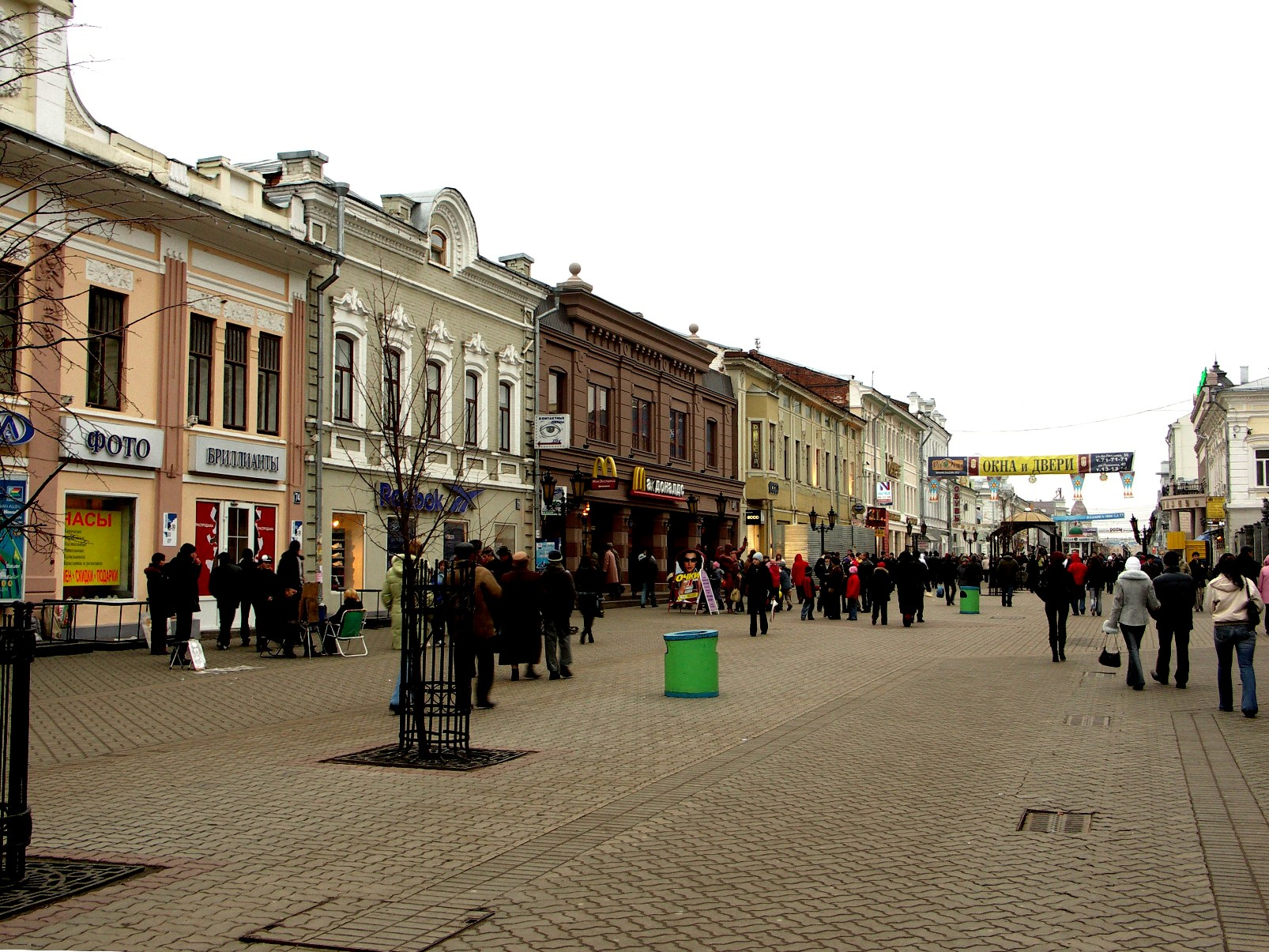
カザンの中心街

カザンの古くからの中心部は、ヴォルガ川に平行して南北に長く伸びるカバン湖（Lake Qaban）と、その北をカザンカ川まで延びるボラク運河（Bolaq canal）によって二つの地区（パサード Posad、あるいはビスタ Bistä）に分かれている。カザンスキー・ボサド（Qazan Bistäse / Kazanskiy Posad）はボラク運河の東の丘の上にある都市で、古くからロシア人街であった。スタロ＝タタールスカヤ・スロボダ（İske Tatar Bistäse / Staro-Tatarskaya Sloboda）はボラク運河とヴォルガ川に挟まれた地区で、タタール人が住まわされていた集落である。Nurullah, Soltan, Bornay, Apanay, Äcem, Märcani, İske Taş, Zäñgär などのモスクが古いタタール人地区に建つ。ロシア人地区にはブラゴヴェシチェンスカヤ聖堂、ヴァルヴァリンスカヤ聖堂、ニコルスカヤ聖堂、チフビンスカヤ聖堂などのロシア正教の聖堂が建つ。カバン湖はカザン市街の憩いの場で、伝説では1552年のカザン陥落の際にタタール人の貴人や裕福な商人らが貴重な金銀財宝をロシア人に渡すまいと投げ入れた場所とされる。
1990年代初頭、カザン中心街の大半は2階建ての木造建築で埋められていた。これらはカザンの伝統的な町並みの要素であったが住民にとっては住み辛く、タタールスタン共和国の老朽住宅一掃計画でほとんどが取り壊され住民は郊外のアパート地区などへ移動させられた。この計画により引越しをした住民は10万人近くに上る。歴史的な商店や邸宅の一部はホテルとなり現在に残っている。

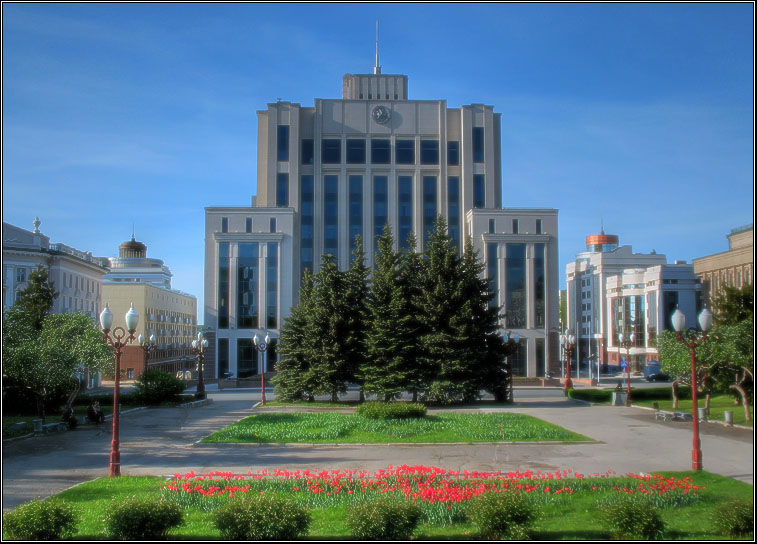
カザンの内閣ビル

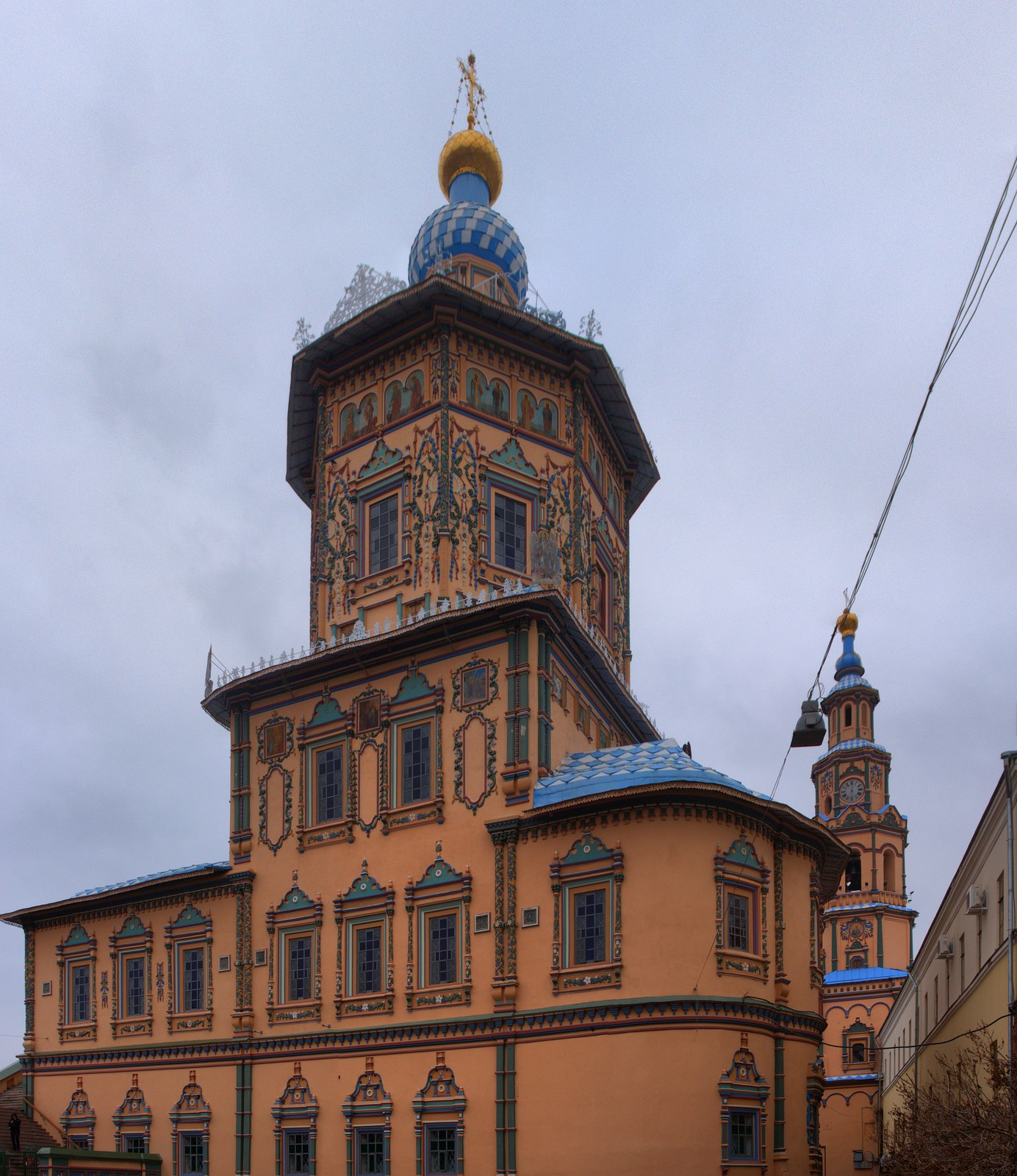
カザンのペトロパヴロフスキー大聖堂

## 出身人物
- ワシリー・アクショーノフ (小説家)
- ユージニア・ヴォロディナ (ファッションモデル)
- ナターリヤ・グートマン (チェリスト)
- スベトラーナ・シックシナ (囲碁棋士)
- フョードル・シャリアピン (オペラ歌手)
- ステパン・スモレンスキイ (音楽学者)
- アレキサンダー・ディナーシュタイン (囲碁棋士)
- ガヴリーラ・デルジャービン (詩人)
- ルスラン・ニグマトゥーリン (サッカー選手)
- チュルパン・ハマートヴァ (女優)
- アレクサンドル・ファデーエフ (フィギュアスケーター)
- ヴェーラ・フィグネル (女性革命家)
- ゲオルギー・モソロフ (パイロット)
- アレクサンドル・ルリヤ (心理学者)
- ガブデュッラ・テュカイ (歌人)
- マクシム (歌手)

## 姉妹都市
- ブラウンシュヴァイク、ドイツ 1988年より[22]
- ブライアン・カレッジステーション、アメリカ合衆国テキサス州 1990年より
- エスキシェヒール、トルコ 1990年より
- バルケスィル、トルコ 1990年より
- ミヌーフィーヤ県、エジプト 1997年より
- カリュービーヤ県、エジプト 2001年
- ハイデラバード、インド 2001年
- ウルビーノ、イタリア 2001年より
- 杭州市、中華人民共和国 2002年より
- イスタンブール、トルコ 2002年より
- ユールマラ、ラトビア 2002年より
- アンタルヤ、トルコ 2003年より
- シュメン州、ブルガリア 2003年より
- タブリーズ、イラン 2009年より

また、トルコとイランの領事館が市内にある。